# Буоно, Виктор
Виктор Буоно (англ. Victor Buono, 3 февраля 1938 — 1 января 1982) — американский актёр.

## Биография
Чарльз Виктор Буоно (англ. 	Charles Victor Buono) родился в Сан-Диего в 1938 году. Его бабушка, артистка водевилей Миртл Глид, с детства обучала его пению и декламации, тем самым со временем привив ему любовь к театру. В школьные и студенческие годы Буоно часто играл в местном театральном кружке, а по завершении обучения присоединился к одной из театральных трупп Сан-Диего.
В 1959 году его заметил представитель кинокомпании «Warner Bros.», открыв тем самым ему дорогу в Голливуд. После ряда ролей на телевидении режиссёр Роберт Олдрич пригласил Буоно в свою картину «Что случилось с Бэби Джейн?» (1962), где его коллегами стали такие голливудские звёзды как Бетт Дейвис и Джоан Кроуфорд. Первая же роль в кино принесла начинающему актёру номинацию на премию «Оскар» за лучшую мужскую роль второго плана. Далее последовали роли в кинокартинах «Четверо из Техаса» (1963), «Тише, тише, милая Шарлотта» (1964), «Величайшая из когда-либо рассказанных историй» (1965), «Молодой Диллинджер» (1965), «Под планетой обезьян» (1970) и ряде других фильмов.
Большой объём его работ пришёлся на телевидение, где Виктор Буоно в первую очередь запомнился ролью короля Тута в популярном телесериале «Бэтмен». Он также появился в телесериалах «Остров фантазий», «Такси», «Вегас», «Напряги извилины» и многих других.
Виктор Буоно скончался от сердечного приступа 1 января 1982 года в своём доме а Эппл-Валли, штат Калифорния, в возрасте 43 лет. Он похоронен рядом с матерью на мемориальном кладбище Сан-Диего.

## Избранная фильмография
| Год       |    | Русское название             | Оригинальное название                  | Роль                           |
| --------- | -- | ---------------------------- | -------------------------------------- | ------------------------------ |
| 1958      | с  | Морская охота                | Sea Hunt                               | Семинард                       |
| 1960      | с  |                              | Bourbon Street Beat                    | Джо Лесли                      |
| 1960      | с  |                              | Surfside 6                             | мистер Бимиш                   |
| 1961      | с  | Эверглейдс                   | The Everglades                         | Виккамент                      |
| 1961      | ф  | Пушки острова Навароне       | The Guns of Navarone                   | греческий церковник на свадьбе |
| 1962      | с  |                              | The New Breed                          | Манрике                        |
| 1962      | с  | Перри Мейсон                 | Perry Mason                            | Форсетт / Александр Гловатски  |
| 1962      | ф  | Что случилось с Бэби Джейн?  | What Ever Happened to Baby Jane?       | Эдвин Флэгг                    |
| 1963      | с  |                              | GE True                                | Чарльз Колвин                  |
| 1963      | ф  | Четверо из Техаса            | 4 for Texas                            | Харви Барден                   |
| 1964      | ф  | Душитель                     | The Strangler                          | Лео Кролл                      |
| 1964      | ф  | Тише, тише, милая Шарлотта   | Hush… Hush, Sweet Charlotte            | Большой Сэм Холлис             |
| 1965      | с  | Путешествие ко дну моря      | Voyage to the Bottom of the Sea        | доктор Табор Ульрих            |
| 1965      | с  | Боб Хоуп представляет        | Bob Hope Presents the Chrysler Theatre | генерал Лео Шари               |
| 1966      | ф  | Тайные пришельцы (Глушители) | The Silencers                          | Тунг-Це                        |
| 1966      | с  | Бэтмен                       | Batman                                 | король Тут                     |
| 1966      | с  | Я шпионю                     | I Spy                                  | Карафатма                      |
| 1966      | с  | Человек из U.N.C.L.E.        | The Man from U.N.C.L.E.                | полковник Хабрис               |
| 1967      | с  | Девушка из U.N.C.L.E.        | The Girl from U.N.C.L.E.               | сэр Сесил Сибрук               |
| 1967      | с  |                              | T.H.E. Cat                             | генерал Барек                  |
| 1967      | с  | Даниэль Бун                  | Daniel Boone                           | Мило Каиф                      |
| 1969      | ф  | Гора сапог (Золотые копи)    | Boot Hill                              | Хани Фишер                     |
| 1969      | с  | Летающая монахиня            | The Flying Nun                         | Марко «Изумительный» Антонио   |
| 1969      | с  | Вот — Люси                   | Here's Lucy                            | мистер Вермиллион              |
| 1969      | с  | Требуется вор                | It Takes a Thief                       | мистер Кент                    |
| 1970      | ф  | Под планетой обезьян         | Beneath the Planet of the Apes         | Толстяк                        |
| 1970      | с  | Напряги извилины             | Get Smart                              | Ганнибал Дэй                   |
| 1971      | с  |                              | O'Hara, U.S. Treasury                  | Эл Коннорс                     |
| 1972      | ф  | Гнев божий                   | The Wrath of God                       | Дженнингс                      |
| 1973      | с  | Менникс                      | Mannix                                 | Гамильтон Стар                 |
| 1973      | с  | Отдел 5-О                    | Hawaii Five-O                          | Эрик Дамьен                    |
| 1976      | с  | Эллери Куин                  | Ellery Queen                           | доктор Фридланд                |
| 1976      | с  | Шоу Тони Рэндолла            | The Tony Randall Show                  | судья Бернард Глак             |
| 1976      | с  | Алиса                        | Alice                                  | мистер Джеймс                  |
| 1977      | с  |                              | The Hardy Boys/Nancy Drew Mysteries    | Сет Тэйлор                     |
| 1979      | с  | Суперпоезд                   | Supertrain                             | Мисто                          |
| 1980      | ф  | Человек с лицом Богарта      | The Man with Bogart's Face             | командующий Анастас            |
| 1980      | с  | Остров фантазий              | Fantasy Island                         | доктор Альберт Фелл            |
| 1980—1981 | с  | Вегас                        | Vega$                                  | «Алмаз» Джим                   |
| 1981      | с  | А вот и Бумер                | Here's Boomer                          | доктор Франкенштейн            |
| 1982      | мф | Полёт драконов               | The Flight of Dragons                  | волк Арах                      |